# 1800

## Esdeveniments
Països Catalans
- Construcció de la masia de Can Cots a Guixers

Resta del món
- 20 de març - Alessandro Volta va escriure a la London Royal Society descrivint la tècnica per produir corrent elèctric utilitzant la seva pila.
- 1 de maig - Començament del pontificat de Pius VII.
- 14 de juny - Marengo (Alessandria, Piemont, Itàlia): Napoleó Bonaparte guanya la batalla de Marengo contra l'exèrcit del Sacre Imperi Romanogermànic durant la guerra de la Segona Coalició.[1]
- 16 de juliol - La Paz (Bolívia): la ciutat proclama la seva independència de l'Imperi Espanyol, forma la Junta Tuitiva, cosa que fa que esdevingui el primer govern independent de l'Imperi espanyol a Amèrica.
- 4 de setembre - Malta: l'exèrcit francès es rendeix al final del Setge de Malta (1798–1800) en el curs de les Guerres de la Revolució Francesa. Després d'això, els britànics van ocupar l'illa de Malta.
- 1 d'octubre - Palau Reial de La Granja de San Ildefonso (Província de Segovia): França i Espanya signen el Tractat de Sant Ildefons de 1800 en la qual el segon estat cedeix la Louisiana al primer i fan un acord d'amistat després de la Revolució Francesa.
- 3 de desembre - Hohenlinden (Baviera, Alemanya): l'exèrcit de la Primera República Francesa guanya de manera decisiva la batalla de Hohenlinden contra les forces d'Àustria i de l'electorat de Baviera.

## Naixements
Països Catalans
- 3 de març, Torredembarra: Joan Güell i Ferrer, economista i industrial català.

Resta del món
- 7 de gener, Finger Lakes, Nova York, EUA: Millard Fillmore, advocat i 13è president dels Estats Units.
- 13 de març, Istanbul (Imperi Otomà): Koca Mustafa Reşit Paixà home d'estat i gran visir otomà (m. 1858)[2]
- 9 de maig, Torrington, Connecticut,(EUA): John Brown, abolicionista estatunidenc que va creure i va advocar per la insurrecció armada com l'única manera de derrocar la institució de l'esclavitud als Estats Units (m. 1859)[2]
- 1 de desembre, Viena, Louise Rogée, cantant i actriu alemanya (m. 1825).[3]
- 4 de desembre, Copenhaguen: Emil Aarestrup, poeta danès.

## Necrològiques

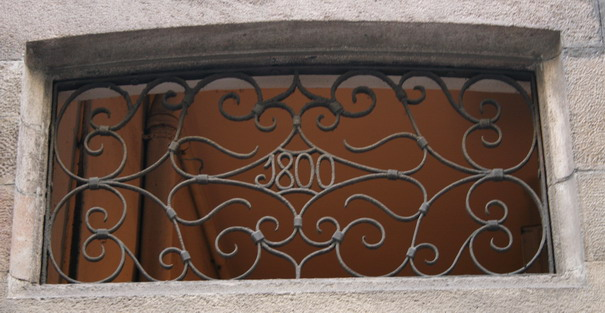
Reixa en un edifici del Carrer del Carme al Raval de Barcelona.

- 27 d'abril, Sant Petersburg: Yevstigney Fomin, compositor rus del Classicisme.
- 26 de setembre - Boston, Massachusetts (EUA): William Billings, considerat com el primer compositor coral americà (n. 1746).[4]
- Ernst Friedrich Roesler, organista alemany.